# Бращайко, Юлий Михайлович
Ю́лий Миха́йлович Браща́йко (русин. Юлій Михайлович Бращайко; 19 апреля 1879, с. Глубокое (ныне Ужгородского района Закарпатской области Украины) — 9 октября 1955, Ужгород) — общественно-политический и государственный деятель Подкарпатской Руси (ныне Закарпатье). Министр финансов Карпатской Украины (1939), брат Михаила Бращайко.

## Биография
Сын церковного учителя. Учился в Сегетской и Ужгородской гимназиях, затем изучал право в Будапештском университете, получил образование адвоката.
Организатор Хустского Народного Совета в 1919 году, проголосовавшего за присоединение Закарпатья к Украине. В ноябре 1919 — феврале 1920 входил в состав Директории Подкарпатской Руси.
В 1920 году основал Русскую земледельческую партию, был первым председателем общества «Просвита» и одним из руководителей Христианской народной партии.
Редактор и издатель газеты «Украинское слово» (1932—1938). Председатель союза адвокатов Подкарпатской Руси. Принимал участие в организации автономии Карпатской Украины, избирался депутатом сойма и министром последнего правительства Карпатской Украины (14 марта 1939).
В межвоенный период — член многих культурных и экономических обществ, . В 1939 г.- посол в Сойм Карпатской Украины и министр её последнего правительства.
Подвергся преследованиям со стороны чехословацких, венгерских и советских властей. После прихода Красной Армии был арестован, но вскоре освобождён.
Умер в ужгородской тюрьме в 1955. Реабилитирован в 1992 году.